# Droit français des contrats
Le droit français des contrats fait partie du droit des obligations qui se trouve dans le Code civil traitant des contrats. 
En France, le contrat est un accord de volonté entre deux ou plusieurs personnes destiné à créer, modifier, transmettre ou éteindre des obligations.

## Catégories
Classiquement, le droit français distingue :
- les contrats nommés c'est-à-dire les contrats dont la formation et les effets sont prévus par la loi ;
- les contrats innomés c'est-à-dire les contrats pleinement issus de l'imagination des parties.

L'ordonnance du 10 février 2016 a entièrement réformé le droit français des contrats et a inséré dans le code civil différentes catégories de contrats. L'une des principales innovations de ce texte est la création de la catégorie des contrats d'adhésion qui correspond aux contrats comportant un ensemble de clauses non négociables déterminées à l'avance par une des parties.